# Salares
Salares er en by og kommune i det sydlige Spanien i provinsen Málaga. Den har et indbyggertal på 198 (2024) indbyggere.